# زمین‌لرزه ۱۹۹۰ بیشاپ کاسل
زمین‌لرزه بیشاپ کاسل  در تاریخ ۲ آوریل ۱۹۹۰ میلادی، برابر با ‎۱۳ فروردین ۱۳۶۹، ساعت ۱۳:۴۶:۳۱ به زمان یوتی‌سی در انگلستان ، منطقه شروپشایر رخ داد. ژرفای این زلزله ۹٫۸ کیلومتر بود، و بزرگی آن ۵٫۲ در مقیاس اعلام شده‌است. زمین‌لرزه به وقت محلی در روز دوشنبه، ساعت ۱۳ روی داده و منطقه زمانی آن یوتی‌سی +۰ بوده‌است (با لحاظ تغییر ساعت تابستانی).
سازمان زمین‌شناسی آمریکا نیز رومرکز این زمین‌لرزه را در مختصات ۵۲°۱۸′۵۰″شمالی ۲°۵۹′۰۶″غربی / ۵۲٫۳۱۴°شمالی ۲٫۹۸۵°غربی و ژرفای آنرا در ۱۸ کیلومتر گزارش کرده‌است. بزرگی برگزیدهٔ این سازمان از میان بزرگیهای محاسبه‌شدهٔ مختلف ۵٫۲ در مقیاس ML بوده و از دید اثر، در میان چهار دسته‌بندی «نامحسوس»، «محسوس»، «زیان‌آور» یا «با تلفات»، زلزله را «زیان‌آور» اعلام کرده‌است.